# Protezione planetaria

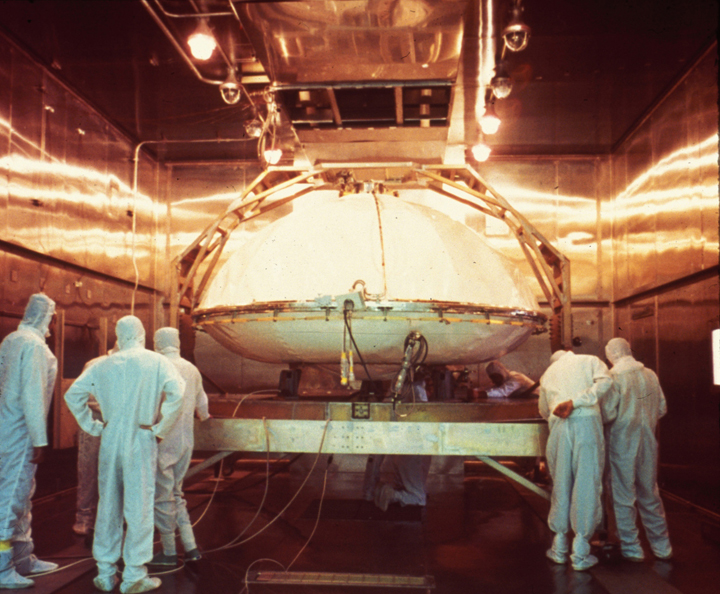
Un lander di un Viking in fase di preparazione per essere sterilizzato.

La protezione planetaria è un principio guida nella progettazione di una missione interplanetaria, con l'obiettivo di prevenire la contaminazione biologica sia del corpo celeste esplorato, che della Terra nel caso di missioni di ritorno di campioni. La protezione planetaria riflette sia la natura sconosciuta dell'ambiente spaziale, sia il desiderio della comunità scientifica di preservare la natura incontaminata dei corpi celesti finché non possono essere studiati in dettaglio.
Esistono due tipi di contaminazione interplanetaria. La "contaminazione diretta" è il trasferimento di organismi vitali dalla Terra a un altro corpo celeste. La "retrocontaminazione" è il trasferimento di organismi extraterrestri, se esistono, nella biosfera terrestre.

## Storia
Nel 1956, ancor prima dell'era spaziale, al 7º Congresso della Federazione astronautica internazionale di Roma fu affrontato il problema della contaminazione della Luna e dei pianeti da parte di veicoli spaziali. Nel 1958 un rapporto redatto da un sottocomitato dell'International Council for Science fornì una guida alla protezione planetaria e raccomandò che il COSPAR (Comitato per la ricerca spaziale) di recente creazione si assumesse la responsabilità di far rispettare le regole di protezione planetaria. La Commissione delle Nazioni Unite sull'uso pacifico dello spazio extra-atmosferico è stata creata nel dicembre 1958 e nel 1964, il COSPAR ha definito una prima serie di obiettivi quantitativi da raggiungere. Le regole di protezione planetaria vengono applicate per la prima volta alle missioni lunari del programma Ranger della NASA. Queste linee guida sono formalizzate nell'articolo IV del Trattato sullo spazio extra-atmosferico redatto nel 1967 e firmato in particolare da Stati Uniti, Regno Unito e Unione Sovietica e poi dalla Francia nel 1970. Nel 1975 i lander del programma Viking, i cui strumenti dovevano cercare la presenza della vita su Marte, vennero completamente sterilizzati prima del lancio. Le regole di protezione planetaria sono state modificate più volte dal COSPAR, in particolare nel 1984 e nel 2003 (creazione della categoria IVc per alcune missioni marziane).

## Raccomandazioni del COSPAR
Le regole di protezione planetaria applicate dipendono dalla natura della missione spaziale e dal corpo celeste visitato.
Il rischio è considerato crescente a seconda che la sonda spaziale esegua un semplice sorvolo del corpo planetario (il rischio è legato a un possibile errore di navigazione che provocherebbe lo schianto della sonda spaziale), oppure che si metta in orbita attorno al pianeta, atterra ma rimane in una posizione fissa, atterra e si muove sulla superficie del pianeta.
Il secondo criterio è l'astro obiettivo della missione, che può essere considerato più o meno favorevole alla vita. I potenziali obiettivi rientrano in tre grandi categorie. La prima contiene la Luna, Mercurio, Venere e asteroidi non carboniosi, dove la probabilità di sopravvivenza di un microrganismo è molto bassa. Giove, Saturno, Urano, Nettuno e loro satelliti, Plutone, le comete e gli asteroidi carboniosi sono collocati in una categoria intermedia. Infine, l'ultima categoria comprende Marte, Europa ed Encelado. Il rischio viene modulato a seconda che la zona di approdo abbia un ambiente più o meno favorevole allo sviluppo della vita (presenza di acqua, ecc.).
Vengono identificate cinque categorie di missione, con una categoria aggiunta, la II provvisoria, che comprende corpi non ben conosciuti, ma sui quali esiste una remota possibilità di contaminazione degli oceani sottostanti (Plutone, Ganimede, Titano, ecc.).
| Categoria         | Definizione | Tipo di missione                           | Oggetto | Raccomandazioni |
| ----------------- | --- | ------------------------------------------ | --- | --- |
| I                 | Missioni verso corpi celesti le cui caratteristiche rendono irrilevante la comprensione dell'evoluzione chimica o dell'evoluzione della vita | Tutte                                      | Io, Mercurio, asteroidi non carboniosi | Nessuna misura di protezione richiesta |
| II                | Missioni verso corpi celesti le cui caratteristiche rendono di notevole interesse la comprensione dell'evoluzione chimica o dell'evoluzione della vita, ma dove è ridotta la probabilità che la contaminazione da parte di una sonda spaziale possa pregiudicare le future esplorazioni        | Tutte                                      | Giove, Saturno, Urano, Nettuno e loro lune (salvo le eccezioni), comete, asteroidi carboniosi e piccoli oggetti della fascia di Kuiper (< 1/2 della grandezza di Plutone) | - Ridotto alla documentazione indicante potenziali siti di impatto, strategie di impatto - Produzione di un rapporto dopo l'impatto o l'atterraggio per localizzare il punto di arrivo. |
| II* (provvisoria) | Oggetti provvisori della categoria II che necessitano di ulteriori ricerche | Tutte                                      | Ganimede, Titano, Tritone, il sistema Plutone-Caronte e altri grandi oggetti della Fascia di Kuiper                                                                       | Come la categoria II. |
| III               | Missioni verso alcuni corpi celesti le cui caratteristiche rendono di notevole interesse la comprensione dell'evoluzione chimica o dell'evoluzione della vita, dove la probabilità che la contaminazione da parte di una sonda spaziale possa pregiudicare future esplorazioni è significativa | Sorvoli ravvicinati o inserzioni in orbita | Marte, Europa ed Encelado | - Documentazione simile alla Categoria II - Riduzione del rischio di incidente sotto a una certa soglia - Integrazione in camera bianca della sonda spaziale - Limitare il più possibile il numero di microrganismi contaminanti - Documentazione dei componenti organici trasportati (propellenti, ecc.) |
| IV                | Missioni verso alcuni corpi celesti le cui caratteristiche rendono di notevole interesse la comprensione dell'evoluzione chimica o dell'evoluzione della vita, dove la probabilità che la contaminazione da parte di una sonda spaziale possa pregiudicare future esplorazioni è significativa | Sonde atmosferiche, lander, rover          | Marte, Europa ed Encelado | - Documentazione dettagliata - Integrazione in camera bianca della sonda spaziale con limitazione del numero di microrganismi al di sotto di una determinata soglia - Completa sterilizzazione della sonda                                                                                                |
| V                 | Tutte le missioni che riportano sulla Terra un campione di suolo proveniente da un altro corpo celeste. L'obiettivo è evitare la contaminazione della Terra da parte di organismi alieni. | Missioni con ritorno di campioni           | Tutte | - Dovrebbe essere evitato l'impatto distruttivo sulla superficie terrestre dalla capsula di ritorno - Il campione deve essere riportato in un contenitore impermeabile - L'analisi del campione deve essere effettuata in un ambiente protetto                                                            |

La Categoria IV è stata suddivisa dal COSPAR in tre sottocategorie per le missioni su Marte:
- IVa: Veicolo in arrivo sul suolo marziano che non trasporta strumenti alla ricerca di tracce dell'esistenza passata o presente della vita su Marte;
- IVb: Veicolo in arrivo sul suolo di Marte con strumenti per la ricerca di tracce dell'esistenza passata o presente della vita su Marte;
- IVc: Missioni che effettuano indagini in regioni di Marte dove potrebbero moltiplicarsi organismi terrestri (presenza di acqua, ecc.).

La Categoria V è suddivisa dal COSPAR in due sottocategorie:
- V senza restrizioni: esempi di missioni di ritorno da Venere, dalla Luna o da asteroidi;
- V con restrizioni: esempi di missioni di ritorno da Marte, Europa ed Encelado.

## Meteoriti e rottami spaziali
Non sono previste procedure ad hoc in caso di caduta di meteoriti, anche se in esse sono stati rinvenuti aminoacidi ed altre molecole contenute nelle forme di vita terrestri ed è anche possibile che la vita stessa sulla Terra sia stata portata dalla caduta di corpi celesti sulla sua superficie.
Non esistono procedure relative a possibili contaminazioni biologiche conseguenti ad atterraggi, incidentali o volontari, da parte di veicoli spaziali; se esistenti le relative procedure non sono pubbliche. Le uniche procedure adottate in tali casi sono di non fare avvicinare esseri umani a meno di una certa distanza dai rottami prima che sia verificato che non esistano possibili pericoli derivanti da radiazioni (controlli con contatori Geiger), come nel caso del Cosmos 954, o da emissioni chimiche come l'idrazina, usata come propellente per razzi.

## Procedure applicate
Le tre agenzie spaziali più attive nel campo dell'esplorazione del sistema solare applicano le regole definite dal COSPAR: la NASA, l'Agenzia spaziale europea (ESA) e l'Agenzia spaziale giapponese (JAXA) hanno regolamenti interni; ESA e NASA, hanno un responsabile specifico per la protezione planetaria.

### Sorvoli ravvicinati e orbiter
Nel caso di una sonda spaziale che effettua un semplice sorvolo ravvicinato o rimane in orbita attorno a un oggetto celeste, l'obiettivo è ridurre la probabilità che si schianti contro uno dei corpi celesti da proteggere entro un determinato periodo di tempo dalla fine della missione: ad esempio la traiettoria della sonda spaziale Lucy che deve sorvolare gli asteroidi troiani di Giove è stata calcolata in modo che non si schianti né su Marte né su Europa per almeno 50 anni dalla fine della missione.

### Assemblaggio di veicoli spaziali
Le misure di protezione planetaria sono particolarmente importanti durante l'assemblaggio di una sonda spaziale. Le diverse parti vengono sterilizzate ponendole in un forno che le mantiene ad una temperatura superiore a 100°C per diverse ore o più giorni. L'assemblaggio della sonda spaziale viene effettuato in una camera bianca la cui atmosfera è filtrata (ad esempio nel caso del lander Schiaparelli, la camera bianca utilizzata conteneva 10.000 volte meno microrganismi rispetto all'aria dell'ambiente esterno). L'assemblaggio viene effettuato da un numero limitato di tecnici che indossano tute, guanti, maschera e copricapo destinati a impedire loro di portare contaminanti dall'esterno. Prima di entrare nella camera bianca, i tecnici passano attraverso una camera di equilibrio sotto un potente getto d'aria il cui ruolo è quello di espellere microrganismi e particelle. I tecnici che soffrono di una malattia (come un raffreddore o una malattia della pelle) non sono autorizzati a lavorare nella camera bianca. I tecnici seguono una formazione specifica per imparare a lavorare rispettando le procedure di protezione planetaria. Durante l'assemblaggio della navicella, giornalmente vengono prelevati campioni dalla sua superficie per misurare la quantità di microrganismi presenti.

### Lanciatore
Il lanciatore è interessato in due modi dalle misure di protezione planetaria. La carenatura e la parte dello stadio superiore a contatto con la navicella vengono sterilizzate ad esempio pulendo le superfici con alcool isopropilico. Inoltre, l'ultimo stadio del lanciatore è posto sulla stessa traiettoria della sonda spaziale e rischia per alcune missioni (in particolare quelle dirette a Marte) di schiantarsi sul pianeta. Per evitare ciò, l'ultimo stadio del lanciatore pone la sonda spaziale su una traiettoria leggermente diversa da quella che la porterà su Marte. Dopo il suo rilascio, la sonda spaziale corregge la sua traiettoria per dirigersi verso il pianeta rosso.

### Missioni con ritorno di campioni
Per il programma Apollo sono state prese misure eccezionali per garantire la protezione planetaria della Terra: i campioni del suolo lunare sono stati inizialmente manipolati in un laboratorio protetto, il Lunar Receiving Laboratory, mentre gli astronauti sono stati messi in quarantena al loro ritorno. Quest'ultima misura venne revocata nella missione Apollo 15. Misure simili saranno prese per la missione Mars Sample Return sviluppata congiuntamente da NASA ed ESA.

## Esempio di classificazione delle missioni
Nella tabella sottostante, alcuni esempi di classificazione di diversi tipi di missione passate, presenti e future:
| Sonda spaziale            | Data d'arrivo  | Oggetto                                               | Tipo di missione                                     | Categoria           |
| ------------------------- | -------------- | ----------------------------------------------------- | ---------------------------------------------------- | ------------------- |
| Europa Clipper            | 2030           | Europa                                                | Orbiter                                              | III                 |
| Lucy                      | 2027           | Asteroidi troiani di Giove                            | Sorvolo                                              | II                  |
| Mars 2020                 | 2021           | Marte                                                 | Rover (Perseverance) + Preparazione ritorno campioni | V con restrizioni   |
| InSight                   | 2019           | Marte                                                 | Lander                                               | IVa                 |
| Hayabusa 2                | 2018           | Asteroide 162173 Ryugu                                | Missione ritorno campioni                            | V senza restrizioni |
| Schiaparelli              | 2016           | Marte                                                 | Lander                                               | IVa                 |
| Juno                      | 2016           | Giove                                                 | Orbiter                                              | II                  |
| New Horizons              | 2015           | Plutone                                               | Sorvolo                                              | II                  |
| ExoMars Trace Gas Orbiter | 2015           | Marte                                                 | Orbiter                                              | III                 |
| MAVEN                     | 2014           | Marte                                                 | Orbiter                                              | III                 |
| Rosetta                   | 2010 2014      | Asteroide 21 Lutetia Cometa 67P/Churyumov-Gerasimenko | Sorvolo Orbiter                                      | III II              |
| Mars Science Laboratory   | 2012           | Marte                                                 | Rover (Curiosity)                                    | IVa                 |
| MESSENGER                 | 2011           | Mercurio Venere                                       | Orbiter Sorvolo                                      | II                  |
| Dawn                      | 2009 2011 2015 | Marte Vesta Cerere                                    | Sorvolo Orbiter Orbiter                              | III                 |
| Phoenix                   | 2008           | Marte                                                 | Lander                                               | IVc                 |
| Cassini-Huygens           | 2004           | Saturno                                               | Orbiter                                              | II                  |
| Mars Pathfinder           | 1997           | Marte                                                 | Rover (Sojourner)                                    | IVa                 |
| Galileo                   | 1995           | Giove                                                 | Orbiter                                              | II                  |
| Viking 1 Viking 2         | 1977           | Marte                                                 | Lander                                               | III                 |
| Apollo 17                 | 1972           | Luna                                                  | Missione con equipaggio                              | V senza restrizioni |
| Apollo 16                 | 1972           | Luna                                                  | Missione con equipaggio                              | V senza restrizioni |
| Apollo 15                 | 1971           | Luna                                                  | Missione con equipaggio                              | V senza restrizioni |